# Чеченска република Ичкерия
Чеченска република Ичкерия (на чеченски: Noxçiyn Paçẋalq Noxçiyçö, Нохчийн Республика Нохчийчоь), съкратено ЧРИ, е сепаратистко държавно образувание, провъзгласено през 1991 г. на части от територията на тогавашната Чечено-ингушка автономна съветска социалистическа република (в състава на РСФСР, СССР). Де факто е ликвидирана от Въоръжените сили на Русия през 2000 г.
Като субект на международното право ЧРИ не е призната от никоя страна в света. Като квази-държавно образувание е призната от бившето (1993) грузинско правителство в изгнание на Звиад Гамсахурдия.
През 2000 г. тогавашният президент Зелимхан Яндарбиев добива официално взаимно признаване между Чеченска република Ичкерия и движението на талибаните, под чийто контрол по онова време се намира близо 90% от територията на Афганистан.
Провъзгласяването на независимост довежда до тежък военен конфликт между правителството на Руската федерация и чеченските сепаратисти.